# Tinissa indica
Tinissa indica is een vlinder uit de familie van de echte motten (Tineidae). De wetenschappelijke naam van de soort is voor het eerst geldig gepubliceerd in 1976 door G.S. Robinson. De soort komt voor in India, Sikkim, Bhutan en Taiwan.